# Cimone
Cimone (in greco antico: Κίμων?, Kímon; Atene, 510 a.C. – Larnaca, 450 a.C.) è stato un generale e politico ateniese, rappresentando una figura politica importante negli anni 470 e 460 a.C..
Ebbe un ruolo chiave nella creazione del grande impero marittimo ateniese in seguito al fallimento dell'invasione persiana della Grecia da parte di Serse nel 480-479 a.C. Cimone divenne un riconosciuto eroe militare e fu elevato al rango di ammiraglio dopo aver combattuto la battaglia di Salamina.
Una delle sue più grandi imprese fu la distruzione di una flotta persiana e dell'esercito alla battaglia del fiume Eurimedonte nel 466 a.C. Nel 462 a.C. condusse una fallita spedizione per supportare gli Spartani durante una rivolta degli Iloti. Come risultato, fu licenziato e ostracizzato da Atene nel 461 a.C.; nonostante ciò, fu richiamato dal suo esilio prima del previsto termine di dieci anni per concludere un trattato di pace quinquennale tra Sparta e Atene nel 451 a.C.. A causa del suo coinvolgimento in leggi a favore di Sparta, fu spesso definito un laconista. Cimone guidò inoltre il partito aristocratico ateniese contro Pericle e si oppose alla rivoluzione democratica di Efialte, cercando di mantenere il controllo del partito conservatore sulle istituzioni ateniesi.

## Biografia

### Personalità
Lo storico latino Cornelio Nepote narra dettagli singolari e probabilmente esagerati sulla sua grande generosità. Infatti racconta che, seppur possedesse ville e giardini in molte località, non aveva mai posto un custode permettendo così ai forestieri di mangiare i frutti. Inoltre i suoi servi portavano denaro quando lui camminava per le strade affinché, se qualcuno avesse chiesto elemosina, potesse dargli qualcosa e offriva il suo mantello se notava cittadini malvestiti e raffreddati. Ogni giorno gli venivano preparate cene da numerose portate e perciò cercava nella piazza qualcuno che non fosse stato invitato in modo che potesse condividere con lui il cibo.

### Giovinezza
Nacque intorno all'anno 510 nel Chersoneso Tracico, possedimento di suo padre Milziade, vincitore dei Persiani nella battaglia di Maratona nell'anno 490 a.C., e di sua madre Egesipile, figlia di Oloro, re dei Traci, e parente dello storico Tucidide. Era membro della famiglia dei Filaidi, dal demo di Laciade (Lakiadai).
Quando Cimone era ancora giovane, suo padre subì una multa di 50 talenti a causa di un'accusa di tradimento dallo Stato ateniese. Poiché Milziade non poteva permettersi di pagare questa cifra, fu messo in carcere, dove morì nel 489 a.C. Cimone ereditò il debito e dovette anche prendersi cura della sorella Elpinice. Secondo Plutarco, il ricco Callia II sfruttò la situazione proponendo di pagare la somma se Elpinice lo avesse sposato, condizione che Cimone accettò.
Dopo la morte del padre, Cimone trovò un grande alleato ed anfitrione in Aristide, il quale lo aiutò nell'amministrazione del patrimonio di famiglia utilizzandolo prima per ripagare l'ammenda sanzionata a suo padre e poi per iniziarlo alla carriera politica. Cimone divenne il contrappeso allo strapotere dei democratici di Temistocle venendo sostenuto dalle famiglie aristocratiche ad Atene; apprezzato dal popolo per le sue doti militari e mantenendo buoni rapporti con Sparta, riuscì ad ostracizzare il suo rivale.
Cimone in seguito sposò Isodice, nipote di Megacle e membro della famiglia degli Alcmeonidi. I loro primi figli furono due gemelli, di nome Lacedemonio (che divenne stratego) ed Eleo. Il terzo figlio fu Tessalo (che divenne un politico).

### Carriera militare
Durante la Battaglia di Salamina, Cimone si distinse per il suo coraggio, comandando una trireme. È menzionato per essere stato un membro di un'ambasceria mandata a Sparta nel 479 a.C.
Tra il 478 a.C. e il 476 a.C., un gran numero di città marittime greche lungo la costa egea della Tracia non volevano tornare sotto il controllo persiano e offrirono ad Aristide, a Delo, di allearsi con Atene. In quel luogo formarono la Lega di Delo (anche conosciuta come Confederazione di Delo) e fu stabilito che Cimone sarebbe stato il loro principale comandante. Come stratego Cimone comandò la maggior parte delle operazioni della Lega fino al 463 a.C. Durante questo periodo, lui e Aristide cacciarono gli Spartani sotto Pausania da Bisanzio.
Cimone catturò anche Eione sul fiume Strimone al generale persiano Boge e stabilì nella zona una colonia greca chiamata Anfipoli con 10.000 coloni. Conquistò anche Sciro e cacciò i pirati che si erano stabiliti lì. Al suo ritorno, riportò le ossa del mitico Teseo ad Atene. Per celebrare questo avvenimento furono erette tre Erme intorno ad Atene.

### Battaglia dell'Eurimedonte
Verso il 466 a.C. Cimone portò in Anatolia la guerra contro la Persia e sconfisse decisivamente i Persiani con la Battaglia dell'Eurimedonte sul fiume Eurimedonte, in Panfilia. Le forze di terra e di mare di Cimone catturarono l'accampamento persiano e distrussero o catturarono l'intera flotta persiana di 200 triremi con equipaggio fenicio, sconfiggendo prima 120 navi alla foce del fiume e poi una seconda squadra di 80. Alcuni nuovi alleati di Atene entrarono poi nella Lega di Delo, come la città commerciale di Faseli al confine tra Licia e Panfilia.

È opinione diffusa tra alcuni storici che, mentre si trovava in Anatolia, Cimone abbia negoziato una pace tra la Lega e i Persiani dopo la vittoria alla Battaglia dell'Eurimedonte. Questo potrebbe aiutare a spiegare perché la pace di Callia, negoziata dal cognato nel 450 a.C., sia talvolta chiamata "pace di Cimone", in quanto le trattative di Callia potrebbero aver portato a un rinnovo del precedente trattato di Cimone. Servì valorosamente Atene durante le guerre persiane e, secondo quanto riporta Plutarco: 
.
Debellato il pericolo persiano nel Mar Egeo, Cimone costrinse alla sottomissione le città della Caria e della Lidia. In seguito all'allontanamento di Temistocle ed alla morte di Aristide, Cimone, che considerava molto positivamente i costumi degli Spartani, diventò il cittadino più potente, rappresentante delle posizioni più aristocratiche e conservatrici.

### Chersoneso Tracico
Dopo i suoi successi in Anatolia, Cimone rivolse la propria attenzione alla colonia tracica del Chersoneso. Lì sopraffece le tribù locali e terminò la rivolta dei Tasiani tra il 465 a.C. e il 463 a.C. Taso si era ribellata alla Lega di Delo a causa di una rivalità commerciale con l'entroterra tracico e, in particolare, per il possesso di una miniera d'oro. Atene, sotto il comando di Cimone, condusse l'assedio a Taso dopo che la flotta ateniese ebbe sconfitto quella di Taso. Queste azioni gli guadagnarono l'inimicizia di Stesimbroto di Taso (una fonte usata da Plutarco nei suoi scritti riguardo a questo periodo della storia greca).

### Processo per corruzione
Nonostante questi successi, Cimone fu perseguito da Pericle per aver accettato, secondo quanto si diceva, una tangente da Alessandro I di Macedonia. Durante il processo, Cimone disse: 
Come risultato, Elpinice convinse Pericle a non essere troppo duro nelle sue critiche del fratello di lei. Cimone fu infine assolto.

### Rivolta degli Iloti a Sparta
Cimone era il prosseno di Sparta ad Atene e sosteneva con forza una politica di cooperazione tra i due stati. Era conosciuto per essere tanto legato a Sparta da aver chiamato uno dei suoi figli Lacedemonio. Nel 462 a.C., Cimone chiese il supporto dei cittadini ateniesi per fornire aiuto a Sparta. Nonostante Efialte sostenesse che Sparta era la rivale di Atene per il potere e doveva essere lasciata a difendersi da sola, il punto di vista di Cimone prevalse. Cimone condusse 4000 opliti sul Monte Itome per aiutare l'aristocrazia spartana a fronteggiare un'enorme rivolta da parte dei suoi Iloti. Ciononostante, la spedizione finì in un'umiliazione per Cimone e per Atene. Quando il suo tentativo di prendere d'assalto il Monte Itome dove si erano rifugiati i Messeni ribelli fallì, gli Spartani cacciarono Cimone e il suo esercito sospettandolo di "tendenze rivoluzionarie" e temendo che tramasse con i rivoltosi.

### Esilio

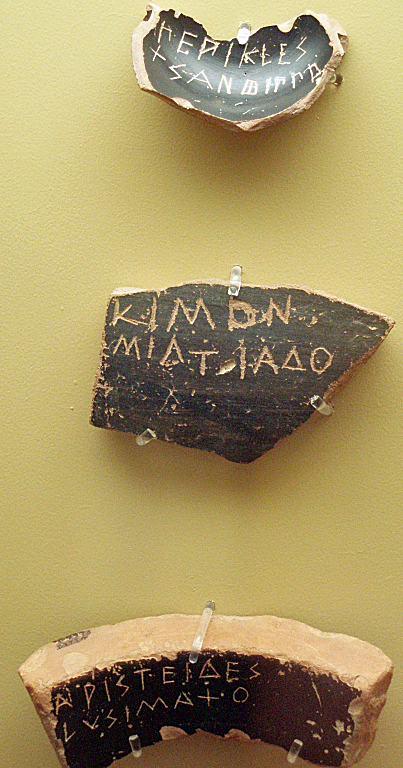
Pezzi di ceramica rotta (Ostrakon) come schede di voto per l'ostracismo. Le persone nominate sono Pericle, Cimone e Aristide, ciascuno con il suo patronimico (dalla cima al fondo).

L'umiliante rifiuto portò al crollo della popolarità di Cimone ad Atene.
Efialte, con l'appoggio di Pericle, approfittò del momento di difficoltà per attuare il proprio programma in favore del popolo riducendo la competenza dell'elitario Areopago (composto anche da ex-arconti e quindi roccaforte dell'aristocrazia) e trasferendo alcuni poteri alla Bulè e al tribunale degli Eliasti. Alcune delle riforme di Cimone, tra cui la legge pro-Sparta e i tentativi di pace con la Persia, furono stravolte.

A causa della sua opposizione all'assemblea popolare, nel 461 a.C. Cimone venne bandito con l'ostracismo per dieci anni. Molti ostraka che portano il suo nome sono conservati; uno di essi porta una malevola iscrizione che riporta il nome anche di Elpinice, la sua malevola sorella: 
Nel 458 a.C. Cimone chiese di tornare ad Atene per assisterla nella battaglia contro Sparta a Tanagra, ma fu rifiutato.

### Ritorno ad Atene
Venne richiamato in patria da Pericle, nel 451 a.C.. Nonostante non potesse tornare al livello di potere di cui un tempo godeva, riuscì a stipulare una tregua di cinque anni con Sparta. L'anno seguente Cimone si mise al comando di una flotta di 200 navi, per riconquistare l'isola di Cipro, caduta nelle mani dei Persiani. Da lì, inviò sessanta navi in Egitto per aiutare gli Egiziani sotto Amirteo, nel Delta del Nilo. Usò le rimanenti navi per aiutare la ribellione delle città-stato cipriote.

### Ricostruzione di Atene
Grazie alle sue molte vittorie militari e al denaro ottenuto per mezzo della Lega di Delo Cimone finanziò numerosi progetti di edifici in tutta Atene. Questi progetti erano necessari per ricostruire Atene dopo la sua distruzione da parte dei Persiani.
Ordinò:
- l'espansione dell'Acropoli di Atene, fortificando ed espandendo le mura intorno alla città;
- la costruzione di strade pubbliche;
- la realizzazione di giardini pubblici;
- la costruzione di numerosi edifici pubblici[11].

### Cipro e morte di Cimone

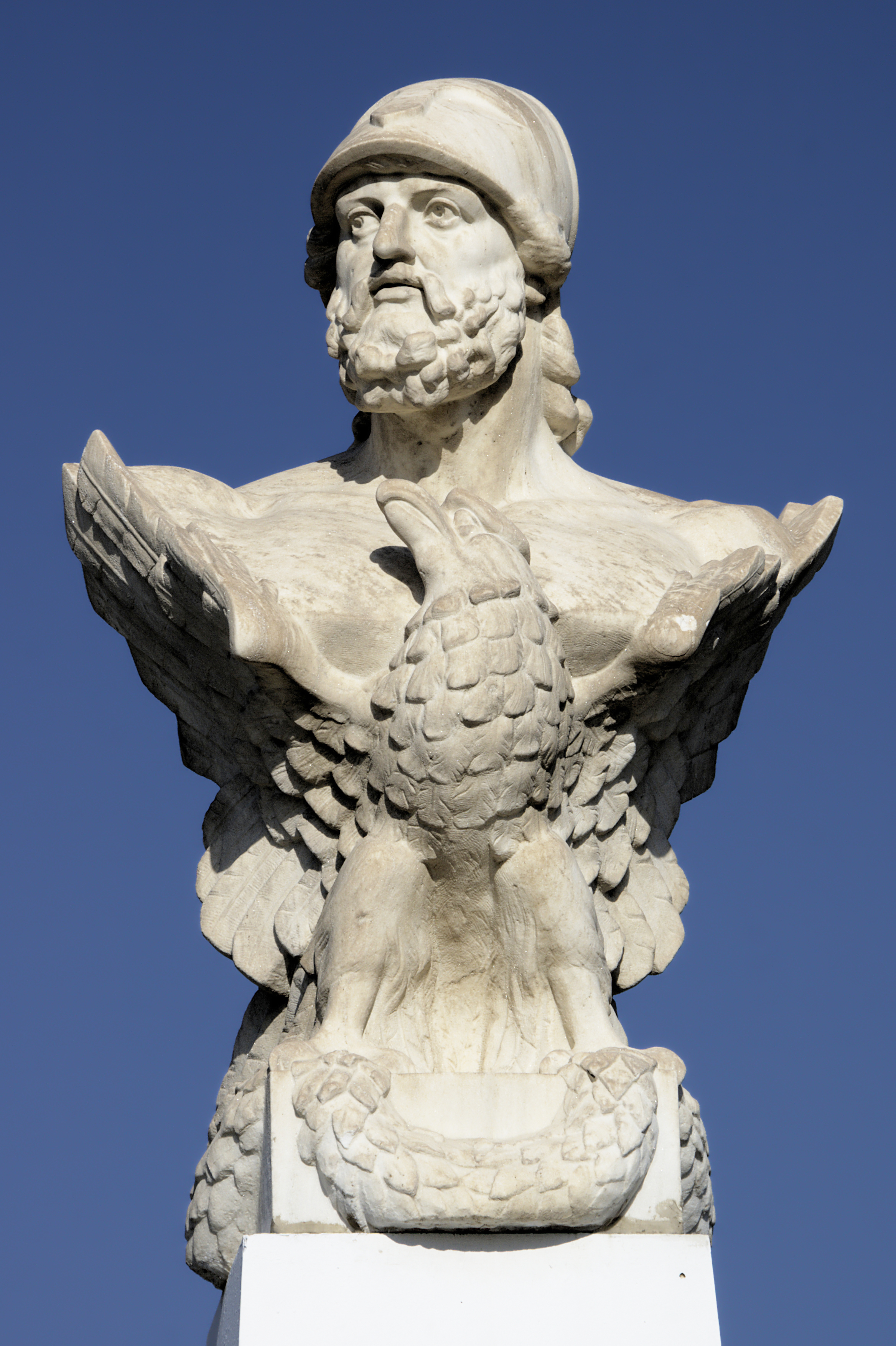
Busto di Cimone a Larnaca (Cipro)

Cimone cinse d'assedio la città di Cizio ma, colpito anch'egli dal diffondersi di un'epidemia tra gli assedianti, si ammalò e morì. La flotta, indotta a rientrare dalla sua morte, s'imbatté nel blocco navale messo in atto dalla flotta persiana, composta da navi fenicie. I Greci, pur privi della sua guida, ingaggiarono il vittorioso scontro navale noto come battaglia di Salamina in Cipro. La sua morte sancì la fine della politica ellenica prettamente antipersiana, mentre l'ascesa del partito democratico ad Atene e la figura di Pericle fomentarono lo scontro con la rivale greca, Sparta, che frenava l'espansionismo talassocratico ateniese e che ebbe come conseguenza la guerra del Peloponneso.